# Kristalina Georgiewa

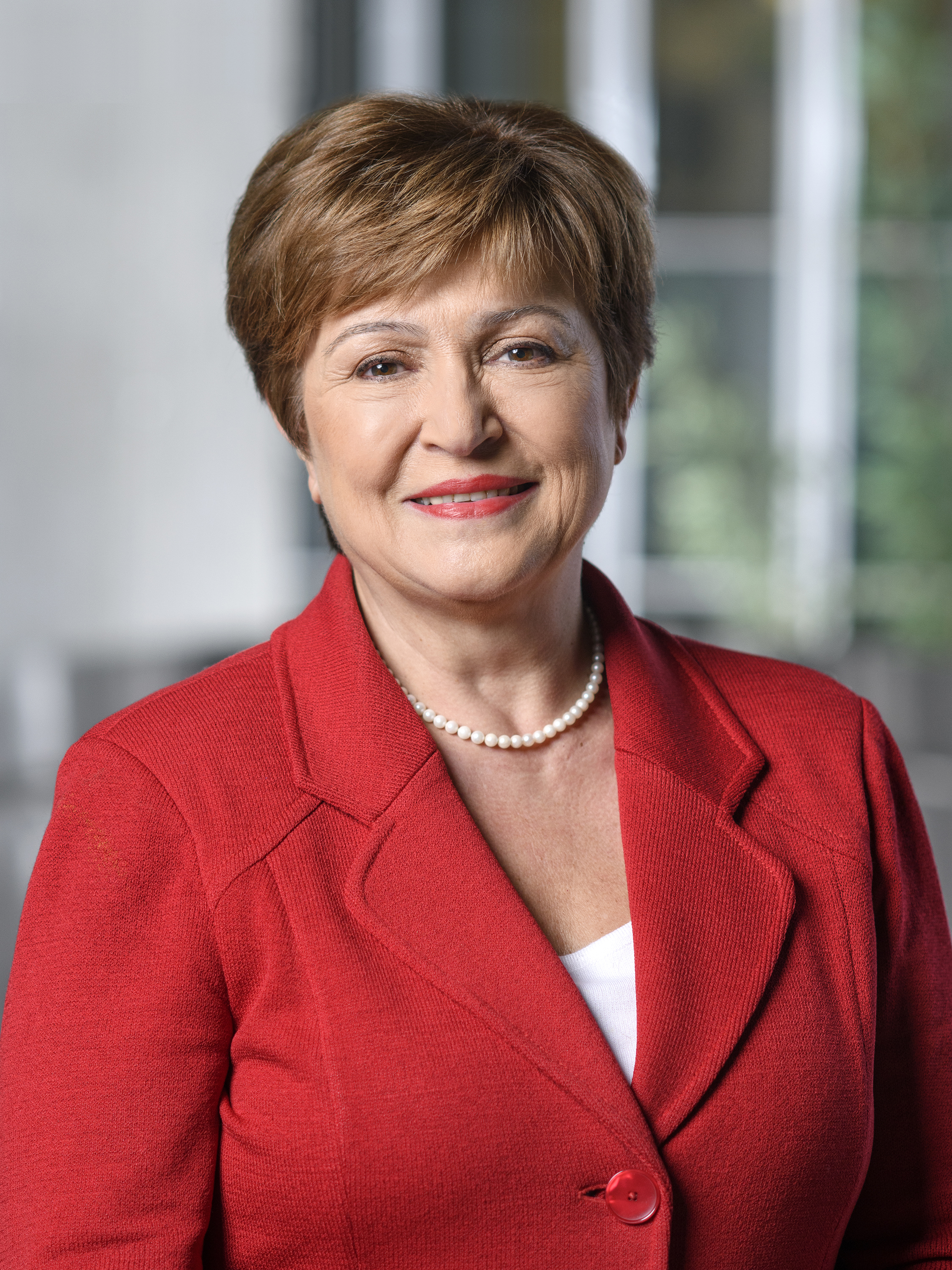
Kristalina Georgiewa, Februar 2019

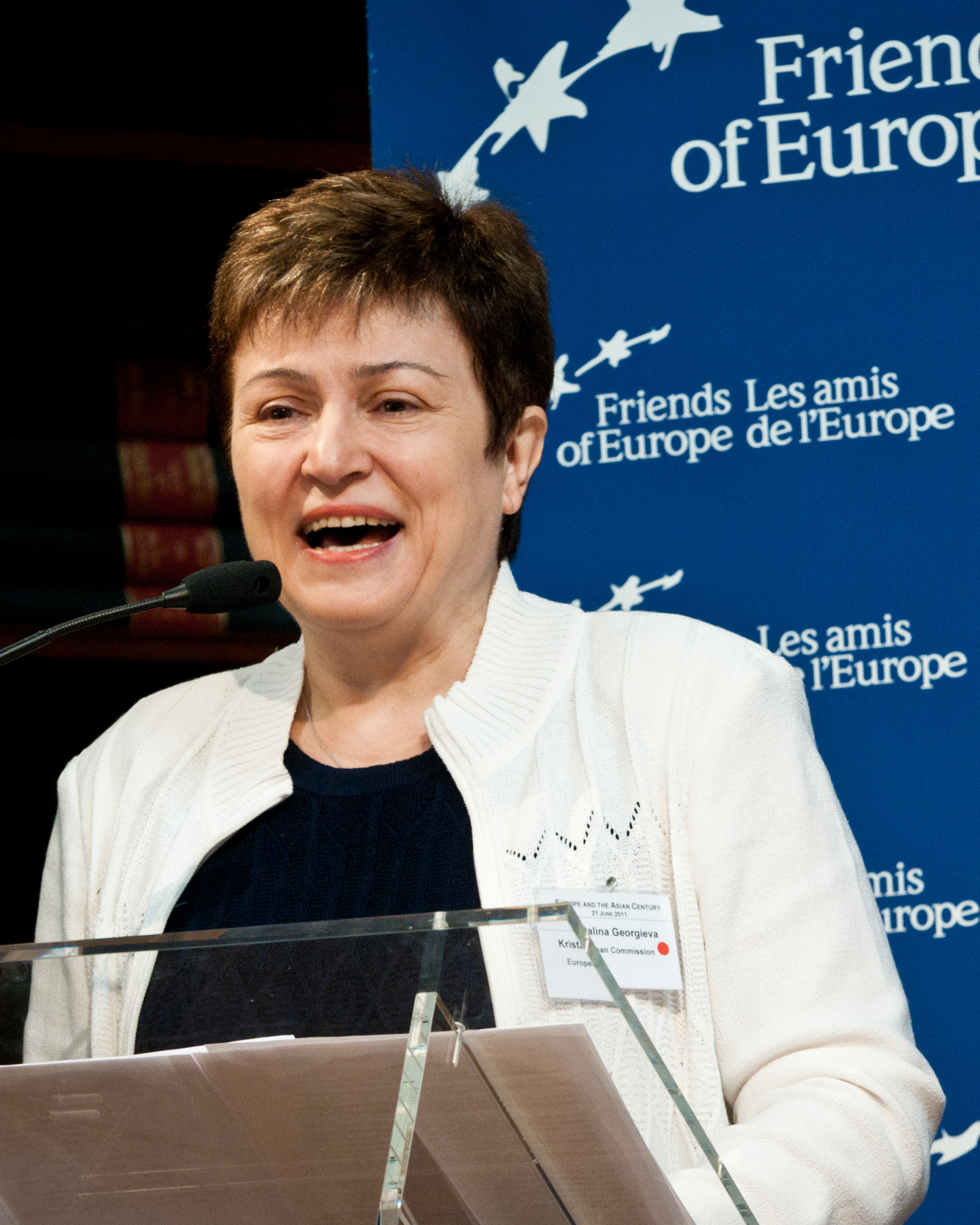
Kristalina Georgiewa, Juni 2011

Kristalina Iwanowa Georgiewa (auch Kristalina Ivanova Georgieva geschrieben, bulgarisch Кристалина Иванова Георгиева; * 13. August 1953 in Sofia) ist eine bulgarische Politikerin und Ökonomin. Sie ist seit Oktober 2019 geschäftsführende Direktorin des Internationalen Währungsfonds (IWF) und wurde im April 2024 für eine zweite fünfjährige Amtszeit bestellt.

## Familie
Kristalina Georgiewas Urgroßvater väterlicherseits war Iwan Karschowski, ein Journalist und Nationalrevolutionär. Er war Mitglied der Großen Nationalversammlung und hat im April 1879 in Weliko Tarnowo die Verfassung des von osmanischer Fremdherrschaft befreiten Bulgarien verabschiedet. Ihr Urgroßvater mütterlicherseits war ein Hotelier und Bürgermeister seines Heimatorts Ljubimets. Ihr Vater Iwan hat als Bautechniker an einem Bergpass von Sofia nach Samokow im Rila-Gebirge mitgebaut. Georgiewas Mutter Marinka führte im kommunistischen Bulgarien ein staatliches Haushaltswarengeschäft im Zentrum Sofias. Ihr Ehemann ist der Ingenieur Kino Kinow. Die gemeinsame Tochter heißt Desislawa.

## Beruflicher Werdegang
Nach dem Studium der politischen Ökonomie und der Soziologie am Institut Karl Marx und einer Promotion in Wirtschaftswissenschaften unterrichtete Georgiewa an der Universität für National- und Weltwirtschaft Sofia und übernahm Lehraufträge an der Yale University, der Harvard University sowie der London School of Economics. Ihr wissenschaftlicher Schwerpunkt lag dabei auf der Umweltwirtschaft. 1993 wechselte sie zur Weltbank, wo sie ebenfalls für umweltökonomische Themen zuständig war. Von 2008 bis 2010 war sie deren Vizepräsidentin.

## Politische Karriere
Im Sommer 2009 trat sie im bulgarischen Parlamentswahlkampf für die konservative Partei GERB auf und galt als mögliche Kandidatin für das Amt des Ministerpräsidenten, das jedoch an Bojko Borissow ging.
Am 19. Januar 2010 wurde sie für das Amt des Kommissars für humanitäre Hilfe in der Europäischen Kommission unter José Manuel Barroso vorgeschlagen. Zuvor hatte die ursprüngliche bulgarische Kandidatin, Rumjana Schelewa, ihren Amtsverzicht angekündigt, nachdem bei ihrer Anhörung im Europäischen Parlament heftige Kritik wegen angeblich falscher Angaben über ihre Nebeneinkünfte geäußert worden war.
Von 2014 bis 2016 war sie als Vizepräsidentin der EU-Kommission Juncker für Haushalt und Personal zuständig und war davor EU-Kommissarin für humanitäre Hilfe und Krisenschutz in der Kommission Barroso II.
Zwischenzeitlich war Georgiewa als Generalsekretärin der Vereinten Nationen im Gespräch, unterlag jedoch dem Portugiesen António Guterres.

## IBRD und IDA
Georgiewa wurde im Januar 2017 Geschäftsführerin der Weltbank-Institute IBRD und IDA. Sie war für die Institutionen innerhalb der Weltbank zuständig, die für die Kredite an arme und Schwellenländer zuständig sind. Nachdem der bisherige Präsident der Weltbank, Jim Yong Kim, seinen Posten zum 1. Februar 2019 niedergelegt hatte, um in die Privatwirtschaft zu wechseln, war Georgiewa dessen kommissarische Nachfolgerin und leitete die Weltbank bis zur Amtsübernahme durch den neu gewählten Präsidenten David Malpass am 9. April 2019.
Eine unabhängige Untersuchung der „Doing Business“-Berichte der Weltbank durch die internationale Anwaltskanzlei WilmerHale kam im Jahr 2021 zu dem Ergebnis, dass Georgieva beim Bericht für 2018 ihre Mitarbeiter angewiesen hatte, Daten zu verändern, um China aufzuwerten.

## IWF
Am 2. August 2019 nominierten die Finanzminister der Europäischen Union Georgiewa als Kandidatin für die Nachfolge von Christine Lagarde als geschäftsführende Direktorin des Internationalen Währungsfonds (IWF). Am 5. September 2019 stimmte der Gouverneursrat des IWF einer Abschaffung der bis zu diesem Zeitpunkt in der Satzung verankerten Altersgrenze von 65 Jahren für die Ernennung von geschäftsführenden Direktoren zu. Damit konnte Georgiewa, die zu diesem Zeitpunkt die zuvor gültige Altersgrenze bereits überschritten hatte, am 25. September 2019 durch das Exekutivdirektorium als geschäftsführende Direktorin ernannt werden. Seit dem 1. Oktober 2019 ist sie als geschäftsführende Direktorin des IWF tätig.